# Rourea luizalbertoi
Rourea luizalbertoi är en tvåhjärtbladig växtart som beskrevs av E. Forero, L.A. Vidal & E. Carbon&ó. Rourea luizalbertoi ingår i släktet Rourea och familjen Connaraceae. Inga underarter finns listade i Catalogue of Life.